# امیلیو فرناندز
امیلیو فرناندز رومو (به اسپانیایی: Emilio Fernández Romo) (زاده ۲۶ مارس ۱۹۰۴ – درگذشته ۶ اوت ۱۹۸۶) بازیگر، نمایشنامه‌نویس و کارگردان سینمای اهل مکزیک بود. بیشترین شهرت وی به خاطر کارگردانی فیم ماریا کاندلاریا است که در سال ۱۹۴۶ موفق به دریافت جایزه نخل طلایی در جشنواره فیلم کن شد. او یکی از پرکارترین کارگردانان عصر طلایی سینمای مکزیک در دهه‌های ۴۰ و ۵۰ میلادی بود و به عنوان یک بازیگر در تولید فیلم‌های متعددی در مکزیک و در هالیوود کار کرد.او در فیلم میثاق با مرگ بازی کرده است.

## مرگ
در اوایل سال ۱۹۸۶، امیلیو فرناندز در خانه خود در آکاپولکو دچار سقوط شد که باعث شکستگی استخوان ران شد. به گفته دخترش آدلا، او در بیمارستان تزریق خون دریافت کرد که آلوده به مالاریا بود. امیلیو فرناندز در ۶ اوت ۱۹۸۶ درگذشت.